# دهستان چاف
دهستان چاف نام دهستانی در بخش مرکزی شهرستان لنگرود، استان گیلان در ایران است. براساس سرشماری مرکز آمار ایران در سال ۱۳۸۵، جمعیت آن ۹۸۳۴ نفر (۲۹۱۷ خانوار) بوده‌است.